# Gianfranco Bettin
Gianfranco Bettin (Venezia, 21 giugno 1955) è un politico e scrittore italiano.

## Biografia

### Primi impegni
Redattore della rivista Linea d'ombra.

### Attività politica
Alle elezioni politiche del 1992 viene eletto deputato nella circoscrizione di Venezia-Treviso nella lista della Federazione dei Verdi, ottenendo 5.899 voti di preferenza. 
Alle elezioni politiche del 2006 viene eletto deputato della XV legislatura della Repubblica Italiana nella circoscrizione VII Veneto per la Federazione dei Verdi. La sua attività risulta dal sito della Camera dei Deputati
Da anni ha buoni rapporti con i centri sociali veneti, in particolare con quello di Marghera. Nel 2000 si candida per la prima volta a Sindaco di Venezia per la sinistra radicale sostenuto da Rifondazione Comunista e Federazione dei Verdi, ottenendo il 16,5% e arrivando terzo senza accedere al ballottaggio tra Paolo Costa del centrosinistra e Renato Brunetta del centrodestra. Nello stesso anno è eletto consigliere regionale del Veneto per la Federazione dei Verdi, nella circoscrizione di Venezia. 
Nel 2010 si candida alle Primarie del centrosinistra per la scelta del candidato Sindaco di Venezia sostenuto dai Verdi e da SEL classificandosi con il 35,57% al secondo posto superato dal candidato appoggiato dal PD il professor Giorgio Orsoni al 46% (al terzo si piazza l'ex deputata e sottosegretaria di stato e assessore comunale Laura Fincato al 18,62% sostenuta dai Socialisti). È Assessore all'Ambiente del Comune di Venezia nella Giunta Orsoni fino al 2014. Nel 2015 si candida presidente della Municipalità di Marghera per il centrosinistra, e viene eletto grazie a 4.416 voti pari al 38,46%. Nel 2020 viene eletto consigliere comunale del Comune di Venezia nella lista “Verde Progressista”, nella coalizione di centro sinistra per Pier Paolo Baretta sindaco, con 751 preferenze.
Dal 2021 fa parte del Consiglio federale nazionale di Europa Verde.

## Opere
- Gianfranco Bettin, Radici e percorsi della protesta giovanile, Padova, Cleup, 1983.
- Gianfranco Bettin, Qualcosa che brucia, Milano, Garzanti, 1989
- Gianfranco Bettin, Dove volano i leoni: fine secolo a Venezia, Milano, Garzanti, 1991, ISBN 8811650704.
- Gianfranco Bettin, L'erede. Pietro Maso, una storia dal vero, Milano, Feltrinelli, 1992.
- Gianfranco Bettin, Giovanni Benzoni, Paolo Cacciari, Venezia derubata: idee e fatti di un ventennio, 1973-1993, Roma, pubblicato come supplemento a Avvenimenti, 1993.
- Gianfranco Bettin, Sarajevo, maybe, Milano, Feltrinelli, 1994.
- Gianfranco Bettin, Laguna mondo, Portogruaro, Nuova Dimensione, 1997, ISBN 8885327834.
- Gianfranco Bettin, Nemmeno il destino, Milano, Feltrinelli, 1997, ISBN 8807015153.
- Gianfranco Bettin (a cura di), Petrolkimiko: le voci e le storie di un crimine di pace, Milano, Baldini & Castoldi, 1998, ISBN 8880894803.
- Gianfranco Bettin, Sconfinare: il nord-est che non c'è, Ravenna, Fernandel, 1999.
- Gianfranco Bettin, Maurizio Danese, La strage: Piazza Fontana. Verità e memoria, Milano, Feltrinelli, 1999, ISBN 880781515X.
- Gianfranco Bettin, Massimo Cacciari, Duemilauno: politica e futuro, Milano, Feltrinelli, 2001, ISBN 8807170523.
- Gianfranco Bettin, Maurizio Dianese, Petrolkiller, Milano, Feltrinelli, 2002, ISBN 8807817187.
- Gianfranco Bettin, Il clima è fuori dai gangheri, Roma, Nottetempo, 2004, ISBN 887452028X.
- Gianfranco Bettin, Nebulosa del boomerang, Milano, Feltrinelli, 2004, ISBN 8807016559.
- Gianfranco Bettin, Eredi: da Pietro Maso a Erika e Omar, Milano, Feltrinelli, 2007, ISBN 9788807819421.
- Gianfranco Bettin, Gorgo: in fondo alla paura, Milano, Feltrinelli, 2009, ISBN 9788807171697.
- Gianfranco Bettin, Cracking, Milano, Mondadori, 2019, ISBN 9788804712374.
- Gianfranco Bettin, I tempi stanno cambiando. Clima, scienza, politica, 2022, ISBN 9788833574875.